# Бондарь, Андрей Владимирович
Андре́й Влади́мирович Бо́ндарь (укр. Андрій Володимирович Бондар; род. 14 августа 1974, Каменец-Подольский, Хмельницкая область, УССР, СССР) — украинский поэт, публицист и переводчик, колумнист. Член Ассоциации украинских писателей (1998). Лауреат премии издательства «Смолоскип» (1997).

## Биография
Окончил в 1991 в городе Каменец-Подольском среднюю школу № 9. В 1991—1994 годах учился на филологическом факультете Каменец-Подольского педагогического института. В 2001 окончил филологический факультет Киево-Могилянской Академии.
Дебютировал стихами в 1993.
- 1998—2000 Главный редактор газеты Ассоциации украинских писателей «Література плюс».
- 2001—2002 Заместитель главного редактора журнала «Єва».
- 2001—2007 Редактор литературного страницы «Книжкова лавка» в газете «Зеркало недели».
- 2006 Колумнист «Газети по-українськи».

Составил антологию молодой украинской поэзии «Начала» (укр. «Початки», 1998) и двуязычную (с переводами на английский) антологию украинской поэзии «Против значения» (укр. «Протизначення», 2001, совместно с Тетяной Доний).
Жена — писательница София Андрухович, дочь Юрия Андруховича. Дочь Варвара (родилась 10 марта 2008 года).

## Творчество
Автор книг стихов «Весенняя ересь» (укр. «Весіння єресь», 1998), «Истина и мёд» (укр. «Істина і мед», 2001), «Примитивные формы собственности» (укр. «Примітивні форми власності», 2004), а также статей о творчестве Витольда Гомбровича и о современной украинской литературе. Переводчик польской поэзии и прозы.

## Награды и стипендии
- Лауреат премии издательства «Факел», 1997
- Участник пан-европейского проекта Literaturexpress Europe, 2000
- Стипендиат Министра культуры Республики Польша (стипендия Gaude Polonia), 2003
- Стипендиат программы Homines Urbani (Краков), 2004
- Участник фестиваля Poetry International (Роттердам), 2005